# Izlandi labdarúgó-bajnokság (első osztály)
Az Pepsideild az izlandi labdarúgás legmagasabb osztálya. A bajnokságot 1912-ben alapították, jelenleg 12 csapat alkotja. A kemény telek miatt egy szezon tavasztól őszig tart, általában májustól szeptemberig. A bajnokság hivatalos neve jelenleg Pepsi-deild.

## Jelenlegi résztvevők
- Breiðablik - Kópavogur
- FH - Hafnarfjörður
- Fram - Reykjavík
- Fylkir - Reykjavík
- ÍBV - Vestmannaeyjar
- Stjarnan - Garðabær
- Keflavík - Keflavík
- KR - Reykjavík
- Valur - Reykjavík
- Þróttur - Reykjavík
- Grindavík - Grindavík
- Fjölnir - Reykjavík

## Eddigi bajnokok
| - 1912 KR (Reykjavík) - 1913 Fram (Reykjavík) - 1914 Fram (Reykjavík) - 1915 Fram (Reykjavík) - 1916 Fram (Reykjavík) - 1917 Fram (Reykjavík) - 1918 Fram (Reykjavík) - 1919 KR (Reykjavík) - 1920 Víkingur (Reykjavík) - 1921 Fram (Reykjavík) - 1922 Fram (Reykjavík) - 1923 Fram (Reykjavík) - 1924 Víkingur (Reykjavík) - 1925 Fram (Reykjavík) - 1926 KR (Reykjavík) - 1927 KR (Reykjavík) - 1928 KR (Reykjavík) - 1929 KR (Reykjavík) - 1930 Valur (Reykjavík) - 1931 KR (Reykjavík) - 1932 KR (Reykjavík) - 1933 Valur (Reykjavík) - 1934 KR (Reykjavík) - 1935 Valur (Reykjavík) - 1936 Valur (Reykjavík) - 1937 Valur (Reykjavík) - 1938 Valur (Reykjavík) - 1939 Fram (Reykjavík) - 1940 Valur (Reykjavík) - 1941 KR (Reykjavík) - 1942 Valur (Reykjavík) - 1943 Valur (Reykjavík) - 1944 Valur (Reykjavík) - 1945 Valur (Reykjavík) - 1946 Fram (Reykjavík) - 1947 Fram (Reykjavík) - 1948 KR (Reykjavík) - 1949 KR (Reykjavík) - 1950 KR (Reykjavík) - 1951 ÍA (Akranes) - 1952 KR (Reykjavík) - 1953 ÍA (Akranes) - 1954 ÍA (Akranes) - 1955 KR (Reykjavík) | - 1956 Valur (Reykjavík) - 1957 ÍA (Akranes) - 1958 ÍA (Akranes) - 1959 KR (Reykjavík) - 1960 ÍA (Akranes) - 1961 KR (Reykjavík) - 1962 Fram (Reykjavík) - 1963 KR (Reykjavík) - 1964 ÍBK (Keflavík) - 1965 KR (Reykjavík) - 1966 Valur (Reykjavík) - 1967 Valur (Reykjavík) - 1968 KR (Reykjavík) - 1969 ÍBK (Keflavík) - 1970 ÍA (Akranes) - 1971 ÍBK (Keflavík) - 1972 Fram (Reykjavík) - 1973 ÍBK (Keflavík) - 1974 ÍA (Akranes) - 1975 ÍA (Akranes) - 1976 Valur (Reykjavík) - 1977 ÍA (Akranes) - 1978 Valur (Reykjavík) - 1979 ÍBV (Vestmannaeyjar) - 1980 Valur (Reykjavík) - 1981 Víkingur (Reykjavík) - 1982 Víkingur (Reykjavík) - 1983 ÍA (Akranes) - 1984 ÍA (Akranes) - 1985 Valur (Reykjavík) - 1986 Fram (Reykjavík) - 1987 Valur (Reykjavík) - 1988 Fram (Reykjavík) - 1989 KA (Akureyri) - 1990 Fram (Reykjavík) - 1991 Víkingur (Reykjavík) - 1992 ÍA (Akranes) - 1993 ÍA (Akranes) - 1994 ÍA (Akranes) - 1995 ÍA (Akranes) - 1996 ÍA (Akranes) - 1997 ÍBV (Vestmannaeyjar) - 1998 ÍBV (Vestmannaeyjar) - 1999 KR (Reykjavík) | - 2000 KR (Reykjavík) - 2001 ÍA (Akranes) - 2002 KR (Reykjavík) - 2003 KR (Reykjavík) - 2004 FH (Hafnarfjörður) - 2005 FH (Hafnarfjörður) - 2006 FH (Hafnarfjörður) - 2007 Valur (Reykjavík) - 2008 FH (Hafnarfjörður) - 2009 FH (Hafnarfjörður) - 2010 Breidablik (Kópavogur) - 2011 KR (Reykjavík) - 2012 FH (Hafnarfjörður) - 2013 KR (Reykjavík) - 2014 Stjarnan (Garðabær) - 2015 FH (Hafnarfjörður) - 2016 FH (Hafnarfjörður) - 2017 Valur (Reykjavík) - 2018 Valur (Reykjavík) |  |

## Legsikeresebb csapatok
| Csapat   | Címek | Első | Utolsó |
| -------- | ----- | ---- | ------ |
| KR       | 26    | 1912 | 2013   |
| Valur    | 22    | 1930 | 2018   |
| ÍA       | 18    | 1951 | 2001   |
| Fram     | 18    | 1913 | 1990   |
| FH       | 8     | 2004 | 2016   |
| Víkingur | 5     | 1920 | 1991   |
| ÍBK      | 4     | 1964 | 1973   |
| ÍBV      | 3     | 1979 | 1998   |
| KA       | 1     | 1989 | 1989   |

## Gólkirályok
| Szezon | Név                                                    | Gólok | Klub              |
| ------ | ------------------------------------------------------ | ----- | ----------------- |
| 1990   | Hörður Magnússon                                       | 13    | FH                |
| 1991   | Hörður Magnússon Guðmundur Steinsson                   | 13    | FH Víkingur       |
| 1992   | Arnar Gunnlaugsson                                     | 15    | ÍA                |
| 1993   | Þórður Guðjónsson                                      | 19    | ÍA                |
| 1994   | Mihajilo Bibercic                                      | 14    | ÍA                |
| 1995   | Arnar Gunnlaugsson                                     | 15    | ÍA                |
| 1996   | Ríkharður Daðason                                      | 14    | KR                |
| 1997   | Tryggvi Guðmundsson                                    | 19    | ÍBV               |
| 1998   | Steingrímur Jóhannesson                                | 16    | ÍBV               |
| 1999   | Steingrímur Jóhannesson                                | 12    | ÍBV               |
| 2000   | Guðmundur Steinarsson Andri Sigþórsson                 | 14    | Keflavík KR       |
| 2001   | Hjörtur Hjartarson                                     | 15    | ÍA                |
| 2002   | Grétar Hjartarson                                      | 13    | Grindavík         |
| 2003   | Björgólfur Takefusa                                    | 10    | Þróttur Reykjavík |
| 2004   | Gunnar Heiðar Þorvaldsson                              | 12    | ÍBV               |
| 2005   | Tryggvi Guðmundsson                                    | 16    | FH                |
| 2006   | Marel Baldvinsson                                      | 11    | Breiðablik        |
| 2007   | Jónas Grani Garðarsson                                 | 13    | Fram              |
| 2008   | Guðmundur Steinarsson                                  | 16    | Keflavík          |
| 2009   | Atli Viðar Björnsson                                   | 14    | FH                |
| 2010   | Gilles Daniel Mbang Ondo                               | 14    | Grindavík         |
| 2011   | Garðar Jóhannsson                                      | 15    | Stjarnan          |
| 2012   | Atli Guðnason                                          | 12    | FH                |
| 2013   | Atli Viðar Björnsson Viðar Örn Kjartansson Gary Martin | 13    | FH Fylkir KR      |
| 2014   | Gary Martin                                            | 13    | KR                |
| 2015   | Patrick Pedersen                                       | 13    | Valur             |
| 2016   | Garðar Gunnlaugsson                                    | 14    | ÍA                |
| 2017   | Andri Rúnar Bjarnason                                  | 19    | Grindavík         |
| 2018   | Patrick Pedersen                                       | 17    | Valur             |

## Az év játékosai
| Szezon | Név                       | Klub       |
| ------ | ------------------------- | ---------- |
| 1984   | Bjarni Sigurðsson         | ÍA         |
| 1985   | Guðmundur Þorbjörnsson    | Valur      |
| 1986   | Guðmundur Torfason        | Fram       |
| 1987   | Pétur Ormslev             | Fram       |
| 1988   | Sigurjón Kristjánsson     | Valur      |
| 1989   | Þorvaldur Örlygsson       | KA         |
| 1990   | Sævar Jónsson             | Valur      |
| 1991   | Guðmundur Steinsson       | Víkingur   |
| 1992   | Lúkas Kostic              | ÍA         |
| 1993   | Sigurður Jónsson          | ÍA         |
| 1994   | Sigursteinn Gíslason      | ÍA         |
| 1995   | Ólafur Þórðarson          | ÍA         |
| 1996   | Gunnar Oddsson            | Leiftur    |
| 1997   | Tryggvi Guðmundsson       | ÍBV        |
| 1998   | David Winnie              | KR         |
| 1999   | Guðmundur Benediktsson    | KR         |
| 2000   | Hlynur Stefánsson         | ÍBV        |
| 2001   | Gunnlaugur Jónsson        | ÍA         |
| 2002   | Finnur Kolbeinsson        | Fylkir     |
| 2003   | Allan Borgvardt           | FH         |
| 2004   | Heimir Guðjónsson         | FH         |
| 2005   | Allan Borgvardt           | FH         |
| 2006   | Viktor Bjarki Arnarsson   | Víkingur   |
| 2007   | Helgi Sigurðsson          | Valur      |
| 2008   | Guðmundur Steinarsson     | Keflavík   |
| 2009   | Atli Guðnason             | FH         |
| 2010   | Alfreð Finnbogason        | Breiðablik |
| 2011   | Hannes Þór Halldórsson    | KR         |
| 2012   | Atli Guðnason             | FH         |
| 2013   | Björn Daníel Sverrisson   | FH         |
| 2014   | Ingvar Jónsson            | Stjarnan   |
| 2015   | Emil Pálsson              | FH         |
| 2016   | Kristinn Freyr Sigurðsson | Valur      |
| 2017   | Andri Rúnar Bjarnason     | Grindavík  |
| 2018   | Patrick Pedersen          | Valur      |

## Jelentős külföldi játékosok
A félkövérrel jelölt játékosok szerepeltek hazájuk felnőtt válogatott keretében labdarúgó-világbajnokságon.
| - Archange Nkumu - David James - Dean Holden - Gary Martin - James Hurst - Joe Tillen - Lewis Neal - Marc Goodfellow - Mark Ward - Peter Farrell - Sam Hewson - Sam Tillen - Stewart Beards - Daniel Severino - Jérémy Serwy - Jonathan Hendrickx | - Prince Rajcomar - Allan Borgvardt - Bo Henriksen - Christian Olsen - Michael Præst - Rasmus Christiansen - Thomas Guldborg Christensen - Thomas Maale - Gareth Graham - Allan Mørkøre - Fróði Benjaminsen - Gunnar Nielsen - Rógvi Jacobsen - Símun Samuelsen - Uni Arge | - Moussa Dagnogo - Gilles Mbang Ondo - Robbie Russell - Maikel Renfurm - Mees Siers - Sergio Ommel - Dalibor Pauletić - Dragutin Ristić - Mario Čižmek - Charley Roussel Fomen - Avni Pepa - Maksims Rafaļskis - Valdas Trakys - Kassim Doumbia - Oliver Risser - Jens Paeslack | - Ana Cate - Henry Isaac - André Hansen - André Schei Lindbæk - Constantin Stănici - Pablo Punyed - Jordão Diogo - Alan Lowing - Andy Roddie - Barry Smith - David Winnie - Greg Ross - Jim Bett - Mark McNally - Steven Lennon - Kenneth Gustafsson | - Patrik Redo - Amath Diedhiou - Denis Selimović - Farid Zato-Arouna - Jonathan Glenn - Abel Dhaira - Andrew Mwesigwa - Tony Mawejje - Aron Jóhannsson - Chukwudi Chijindu - Cody Mizell - Mark Schulte - Che Bunce - Rhys Weston |

## Külső hivatkozások
- Hivatalos weboldal